# 煙幕
烟幕是指通过施放烟雾用来掩盖步兵、坦克、飞机或舰艇等军事单位的移动或位置。它通常由筒罐（例如手榴弹）或由载具（例如坦克或军舰）产生。
虽然烟幕最初是用来隐藏敌人视线的移动，但现代技术的发展意味着它们如今也可以新的形式出现；它们能够屏蔽红外线和可见光谱，以防止红外传感器或观察器的探测，它们也可以超密集形式应用于交通载具，以阻挡敌方激光制导或测距机的激光束。